# رودولفو كاماتشو
رودولفو كاماتشو (بالإسبانية: Rodolfo Camacho)‏ هو دراج فنزويلي، ولد في 17 أكتوبر 1975 في Susacón ‏ في كولومبيا، وتوفي في 7 أغسطس 2016 في سان كريستوبال في فنزويلا.

## وصلات خارجية
- رودولفو كاماتشو على موقع أرشيف الدراجات (الإنجليزية)
- رودولفو كاماتشو على موقع إحصائيات الدراجات الإحترافية (الإنجليزية)
- رودولفو كاماتشو على موقع نسبة الدراجات (الإنجليزية)